# Баєже
Баєже (пол. Bajerze, нім. Baiersee) — село в Польщі, у гміні Києво-Крулевське Хелмінського повіту Куявсько-Поморського воєводства.
Населення — 376 осіб (2011).
У 1975-1998 роках село належало до Торунського воєводства.

## Демографія
Демографічна структура станом на 31 березня 2011 року:
|          | Загалом | Допрацездатний вік | Працездатний вік | Постпрацездатний вік |
| -------- | ------- | ------------------ | ---------------- | -------------------- |
| Чоловіки | 190     | 57                 | 120              | 13                   |
| Жінки    | 186     | 50                 | 107              | 29                   |
| Разом    | 376     | 107                | 227              | 42                   |